# Shelburne County
Shelburne County är ett county i Kanada. Det ligger i provinsen Nova Scotia, i den sydöstra delen av landet, 900 km öster om huvudstaden Ottawa. Antalet invånare var 13 966 2016. Arean är 1 818 kvadratkilometer.